# Vochysia mariziana
Vochysia mariziana är en tvåhjärtbladig växtart som beskrevs av J.E. de Paula och J.L. de Hamburgoalves. Vochysia mariziana ingår i släktet Vochysia och familjen Vochysiaceae. Inga underarter finns listade i Catalogue of Life.